# Liothrips ampelopsidis
Liothrips ampelopsidis är en insektsart som först beskrevs av Dudley Moulton 1933.  Liothrips ampelopsidis ingår i släktet Liothrips och familjen rörtripsar. Inga underarter finns listade i Catalogue of Life.